# محافظة تونغهاي
محافظة تونغهاي (بالصينية: 通海) تقع في محافظة مقاطعة يونان في الجزء الجنوي من جمهورية الصين الشعبية، تحديدا في جنوب وسط مقاطعة يونان وتبلغ المساحة الإجمالية للمحافظة حوالي 721 كيلومترا مربعا تتمتع محافظة تونغهاي بمزايا ثقافية خاصة في الصين، ففي عهدي أسرة مينغ واسرة تشينغ، كان تحتوي أكثر من 230 العلماء وأصحاب المهارات غير المعتادة والذي يطلق عليهم بالصينية اسم جورين 举人، واحتضنت أيضا 44 شخص ممن يطلق عليهم لقب جينشي 进士 وكان هذا العدد في تلك الفترة عدد كبير نسبيا وجينشي هي صفة لهؤلاء الذين اجتازو الامتحان الامبراطوري (في نظام الامتحان الإمبراطوري الصيني القديم، كان يُطلق على أولئك الذين اجتازوا المستوى الأخير من امتحان الحكومة المركزية الإمبراطوري اسم جينشي)، وكان يطلق على الامتحان رسمياً اسم الامتحان الإمبراطوري القديم. ظهر هذا الاسم لأول مرة في. وتضمنت أيضا المحافظة على 4 من المنتخبين في الأكاديمية الإمبراطورية، وقد فازت على التوالي بالألقاب الفخرية لـ «المدينة التاريخية والثقافية على مستوى المقاطعة»، ولقب «المقاطعة الوطنية المتقدمة للآثار الثقافية»، ولقب «المقاطعة الوطنية المتقدمة للآثار الثقافية»، ولقب «مقاطعة الثقافة الصينية المزدوجة»، كما ولقبت أيضا بـ«مسقط رأس الشعر الصيني» وما إلى ذلك.، وحديثا في عام 2020، تم اختيار المحافظة لتوضع في قائمة المدن الصحية الوطنية في دورتها 2017-2019.

## التاريخ
في وقت مبكر من العصر الحجري الحديث في محافظة تونغهاي، عاش الصينيين وتكاثروا على ضفاف بحيرة تشيلو، وفي عهد أسرة تانغ افتتح نانتشاو «طريق مدينة تونغهاي»، وأستحدث مدينة تونغهاي، وأولى حاكم تونغهاي لتولي مسؤولية على منطقة يونان الجنوبية واعلن بدء النمط الثقافي لتونغهاي، وفي عهد أسرة سونغ، أُنشأت ولاية دالي ومحافظة شيوشان في جنوب يونان، وكانت تونغهاي مقرًا للمحافظة وكانت بمثابة مقراً عسكريًا وسياسيًا مهمًا في جنوب مقاطعة يونان في العام الثالث عشر من عهد أسرة يوان (1276م)، تم إنشاء مقاطعة تونغهاي رسميا وإنشاء محافظة هيكسي الا ان تم اعلان جمهورية الصين الشعبية بشكلها الحالي في عام 1949، حيث تم دمج مقاطعة تونغهاي السابقة (التي تم تحريرها سلميًا في 13 ديسمبر 1949) ومحافظة هيكسي (التي تم تحريرها رسميًا في 10 ديسمبر 1949) في مقاطعة يونان.

## الموقع والمساحة
تقع محافظة تونغهاي في الجزء الجنوبي الأوسط من مقاطعة يونان (云南) وشرق مدينة يوي سي، وتحدها من الشرق مقاطعة هوانينغ (红河)، ومن الغرب مقاطعة إيشان ومنطقة هونغتا (红塔)، ومن الجنوب مقاطعة شيبينغ (石屏)ومقاطعة جيانشوي (江川) في مقاطعة هونغخه، ومن الشمال مقاطعة جيان تشواي بين احداثيات 102 ° 30′25 ″ -102 ° 52′53 شرقاً و 23 ° 55′11 ″ -24 ° 14′49 شمالاً، وأقصى مسافة أفقية بين الشرق والغرب هي 39.97 كيلومتراً، وأقصى مسافة عمودية بين الشمال والجنوب هي 36.15 كيلومتراً. المساحة الإجمالية 721 كيلومتر مربع. وتقع على بعد 125 كم من كونمينغ عاصمة مقاطعة يونان.

## الموارد الطبيعية
تعتبر المحافظة من الاماكن ذات اهمية إستراتيجية تجعلها غنية بالعديد من الموارد الطبيعية ومنها:

### موارد المياه
يبلغ إجمالي موارد المياه في محافظة تونغهاي 213 مليون متر مكعب، منها 159 مليون متر مكعب من المياه السطحية، والمياه الجوفية بمعدل 54 مليون متر مكعب تعتبر بحيرة تشيلو المنطقة المائية الرئيسية في مقاطعة تونغهاي. وتقع على الجانب الشرقي من حوض تونغهاي. وتبلغ مساحتها 370.5 كيلومتر مربع ومساحتها المائية 35.54 كيلومترًا مربعًا. وتنقسم الأنهار إلى نهر في حوض البحيرة ونهر غودا (كوجيانغ). الرافد.

### الموارد المعدنية
اكتشفت مقاطعة تونغهاي 20 نوعًا من المعادن، بما في ذلك الفحم الحجري، والجفت، والحديد، والمنغنيز، والنحاس، والرصاص، والزنك، والبيريت، والصخر الزيتي الحامل للبوتاسيوم، والحجر الجيري للأسمنت، والحجر الرملي لتجميع الأسمنت، والحجر الطيني لتجميع الأسمنت. رخام للقشرة، طين للطوب والبلاط، صخر طوب وبلاط، حجر رملي كوارتز للمعادن، دولوميت لحجر البناء، حجر جيري لحجر البناء، رمل البناء، وغيرها. هناك 80 رواسب معدنية (نقاط) من أنواع مختلفة (بما في ذلك 4 رواسب معدنية مذكورة أعلاه)، بما في ذلك 6 رواسب متوسطة الحجم و 8 رواسب صغيرة الحجم و 66 منجمًا. مقسومة على درجة الاستكشاف، 9 منهم وصلت إلى مستوى التحقيق التفصيلي - الاستكشاف، وهو ما يمثل 11.2٪ من الناتج الإجمالي؛ 55 منهم وصلوا إلى التعداد، وهو ما يمثل 68.8٪ من الإجمالي؛ أما الـ16 المتبقية فكانت من التحقيق المسبق، أي ما يمثل 20.0٪ من الناتج الإجمالي.

### الاقتصاد
في عام 2018، حققت مقاطعة تونغهاي ناتجًا إقليميًا إجماليًا بلغ 11.67136 مليار يوان، بزيادة قدرها 7.6٪ عن العام السابق. وفيما يتعلق بالصناعات، بلغت القيمة المضافة للصناعة الأولية 1.79418 مليار يوان، بزيادة 6.4٪ ؛ والقيمة المضافة للصناعة الثانوية 4.55006 مليار يوان، بزيادة 11.8٪ ؛ والقيمة المضافة للصناعة الثالثة 5.32712 مليار يوان، بزيادة قدرها 4.3٪. نسبة الصناعات الثلاثة هي 15.4: 39.0: 45.6. وبلغت معدلات مساهمة الصناعات الأولية والثانوية والثالثية في نمو الناتج المحلي الإجمالي 12.3٪ و62.1٪ و25.5٪ على التوالي، مما أدى إلى نمو الناتج المحلي الإجمالي بمقدار 0.9 و 4.7 و 1.9 نقطة مئوية على التوالي. بلغ نصيب الفرد من الناتج المحلي الإجمالي للمقاطعة 37589 يوان، بزيادة قدرها 1435 يوان أو 7.7٪ عن العام السابق. بلغت القيمة المضافة للاقتصاد غير العام 734786 تريليون يوان، بزيادة 5.3٪ عن العام السابق، وهو ما يمثل 63.0٪ من الناتج المحلي الإجمالي للمقاطعة، بزيادة قدرها 0.1٪ عن العام السابق.